# رجل الحلوى 3: يوم الموتى (فلم)
رجل الحلوى 3: يوم الموتى (بالإنجليزية: Candyman 3: Day of the Dead) هو فيلم رعب تم إنتاجه في الولايات المتحدة وصدر سنة 1999 بطولة توبي تود وهو الجزء الثالث من سلسلة أفلام الرعب «رجل الحلوى».

## القصة
يعود رجل الحلوى للانتقام عشية يوم الموتى.

## وصلات خارجية
مقالات تستعمل روابط فنية بلا صلة مع ويكي بيانات